# Black (Familienname)
Black ist ein englischer Familienname als Äquivalent zum deutschsprachigen Familiennamen Schwarz.

## Namensträger

### A
- Adam Black (1784–1874), schottischer Buchhändler, Verleger und Gründer des Who’s Who
- Aleister Black (* 1985), niederländischer Wrestler
- Alex Black (* 1989), US-amerikanischer Schauspieler
- Alexander Black (Architekt) (1798–1858), schottischer Architekt
- Alexander Black (Politiker) (1832–1913), kanadischer Politiker
- Alexander Black (Rennfahrer), portugiesischer Motorradrennfahrer
- Alexander Black (Schauspieler) (* 1983), US-amerikanischer Schauspieler
- Alexander William Black (1859–1906), schottischer Politiker
- Alfred Black (1856–1912), britischer Sportschütze
- Aline Black (1906–1974), US-amerikanische Bürgerrechtlerin
- Allan Adamson Black (1832–1865), englischer Botaniker
- Andrew Black (Sänger) (1859–1920), schottischer Opernsänger (Bariton)
- Andrew Black (Ruderer) (* 1971), australischer Ruderer
- Andrew Black (Fußballspieler) (* 1995), schottischer Fußballspieler
- Andy Black (Fußballspieler) (Andrew Black; 1917–1989), schottischer Fußballspieler
- Andy Black (Pokerspieler) (Andrew Black; * 1965), irischer Pokerspieler
- Andy Black, ein Pseudonym von Andy Biersack (* 1990), US-amerikanischer Sänger
- Angus Black (1925–2018), schottischer Rugby-Union-Spieler
- Anne K. Black, US-amerikanische Szenenbildnerin, Drehbuchautorin, Filmregisseurin und Filmproduzentin
- Annesley Black (* 1979), kanadische Komponistin
- Anthony John Black (* 1936), britischer Politikwissenschaftler
- Anthony Black (Basketballspieler) (* 2004), US-amerikanischer Basketballspieler
- Archibald Black (1883–1956), kanadischer Ruderer
- Arthur Black (Mathematiker) (1851–1893), britischer Mathematiker
- Arthur Black (Politiker, 1863) (1863–1947), britischer Politiker
- Arthur Black (Politiker, 1888) (1888–1968), britischer Politiker
- Arthur Davenport Black (1870–1937), US-amerikanischer Zahnarzt und Hochschullehrer
- Aubrey Black (* 1974), neuseeländische Pornodarstellerin
- Austin Black († 2006), US-amerikanischer Schauspieler und Pornodarsteller

### B
- Beau Black, US-amerikanischer Sänger, Songwriter, Instrumentalist und Komponist
- Ben B. Black (* 1963), deutscher Autor
- Benjamin Black, Pseudonym von John Banville (* 1945), irischer Schriftsteller und Literaturkritiker
- Bill Black (1926–1965), US-amerikanischer Musiker
- Bob Black (* 1951), US-amerikanischer Anarchist und Autor
- Bobby Black (1927–2012), schottischer Fußballspieler
- Brooke Black (* 2007), britische Tennisspielerin
- Bruce D. Black (* 1947), US-amerikanischer Jurist
- Byron Black (* 1969), simbabwischer Tennisspieler

### C
- Cara Black (Schriftstellerin) (* 1951), US-amerikanische Schriftstellerin
- Cara Black (Tennisspielerin) (* 1979), simbabwische Tennisspielerin
- Carol M. Black (* 1939), britische Medizinerin und Hochschullehrerin
- Caroline Black (* 1994), nordirische Badmintonspielerin
- Cathleen Black (* 1944), US-amerikanische Unternehmerin, Verlegerin und Wirtschaftsmanagerin
- Chante Black (* 1985), US-amerikanische Basketballspielerin
- Charles A. Black (1837–1901), kanadischer Arzt und Politiker
- Charles C. Black (1858–1947), US-amerikanischer Jurist und Politiker
- Charles D. Black (1852–1918), US-amerikanischer Automobilpionier
- Charles Black (Schauspieler), US-amerikanischer Schauspieler
- Chauncey Forward Black (1839–1904), US-amerikanischer Politiker
- Chris Black (Leichtathlet) (* 1950), britischer Hammerwerfer
- Chris Black (Musiker), US-amerikanischer Musiker
- Chris Black (Drehbuchautor), US-amerikanischer Drehbuchautor und Produzent
- Chris Black (Fußballspieler) (* 1982), englischer Fußballspieler
- Cilla Black (1943–2015), britische Sängerin und Moderatorin
- Clarence Black (um 1900–nach 1940), US-amerikanischer Jazzmusiker
- Claude Black (1932–2013), US-amerikanischer Jazzpianist
- Claudia Black (* 1972), australische Schauspielerin
- Clementina Black (1853–1922), britische Schriftstellerin, Feministin und Gewerkschaftlerin
- Clint Black (* 1962), US-amerikanischer Sänger
- Conrad Black (* 1944), kanadischer Verleger
- Cyril Black (1902–1991), britischer Politiker

### D
- Dave Black (Schlagzeuger) (1928–2006), US-amerikanischer Jazz-Schlagzeuger
- Dave Black (Leichtathlet) (* 1952), britischer Langstreckenläufer
- Dave Black (Musiker, 1953) (1953–2015), britischer Musiker
- Dave Black (Musiker, 1959) (* 1959), US-amerikanischer Komponist und Musikautor
- David Black (Fußballspieler) (1868–1940), schottischer Fußballspieler
- David Black (Historiker) (* 1936), australischer Historiker
- David Holmes Black (* 1946), kanadischer Unternehmer
- Davidson Black (1884–1934), kanadischer Paläoanthropologe
- Debbie Black (* 1966), US-amerikanische Basketballspielerin
- Deborah Louise Black (* 1958), kanadische Philosophiehistorikerin
- Denis Black (Denis Victor Black; 1897–??), britischer Sprinter
- Dennis Black (Politiker) (* 1939), US-amerikanischer Politiker
- Dennis Black (Zoologe), papua-neuguineischer Zoologe
- Dennis Black (Leichtathlet), US-amerikanischer Kugelstoßer
- Diane Black (* 1951), US-amerikanische Politikerin
- Don Black (* 1938), britischer Liedtexter
- Douglas Black (Verleger) (Douglas McCrae Black; 1895–1977), US-amerikanischer Jurist und Verleger
- Douglas Black (Mediziner) (Douglas Andrew Kilgour Black; 1913–2002), britischer Mediziner und Gesundheitspolitiker
- Douglas Black (Politiker) (Douglas John Black, auch Doug Black; * 1952), kanadischer Politiker
- Duane Black (1955–2006), US-amerikanischer Schauspieler
- Duncan Black (1908–1991), britischer Ökonom
- Dustin Lance Black (* 1974), US-amerikanischer Drehbuchautor

### E
- Edgar Black (* 1929), US-amerikanischer Hockeyspieler
- Edmund Black (1905–1996), US-amerikanischer Hammerwerfer
- Edward Black (Filmproduzent) (1900–1948), britischer Filmproduzent
- Edward Junius Black (1806–1846), US-amerikanischer Politiker
- Edwin Black, US-amerikanischer Investigativjournalist
- Elihu Menashe Black (1921–1975), US-amerikanischer Unternehmer
- Ellie Black (* 1995), kanadische Turnerin
- Ernesto Black (1909–??), argentinischer Ruderer
- Eugene Black (Politiker) (1879–1975), US-amerikanischer Politiker
- Eugene Robert Black (1898–1992), US-amerikanischer Investmentbanker und Bankmanager
- Eugene Robert Black Sr. (1873–1934), US-amerikanischer Anwalt und Vorsitzender des Federal Reserve Boards
- Evan Imber-Black (* 1944), US-amerikanische Psychiaterin und Psychotherapeutin

### F
- Finn Fisher-Black (* 2001), neuseeländischer Radrennfahrer
- Fischer Black (1938–1995), US-amerikanischer Wirtschaftswissenschaftler
- Frank Black (* 1965), US-amerikanischer Musiker
- Frank S. Black (1853–1913), US-amerikanischer Politiker

### G
- Greene Vardiman Black (1836–1915), US-amerikanischer Zahnmediziner und Hochschullehrer
- George Black (Politiker, 1873) (1873–1965), kanadischer Politiker
- George Black (Politiker, 1904) (1904–1932), neuseeländischer Politiker
- George A. Black (1841–1914), US-amerikanischer Politiker
- George Robison Black (1835–1886), US-amerikanischer Politiker
- Gus Black, US-amerikanischer Songwriter und Gitarrist
- Guy Black, Baron Black of Brentwood (* 1964), britischer Politiker (Conservative Party)

### H
- Harold Stephen Black (1898–1983), US-amerikanischer Elektronikingenieur
- Harry Black (Politiker) (* 1947), australischer Politiker
- Harry A. Black (1879–1923), US-amerikanischer Politiker und Anwalt
- Helen Black, britische Autorin und Anwältin
- Holly Black (* 1971), US-amerikanische Schauspielerin
- Hugo Black (1886–1971), US-amerikanischer Politiker und Jurist
- Henry Black (Politiker, 1783) (1783–1841), US-amerikanischer Politiker (Pennsylvania)
- Henry Black (Richter) (1798–1873), kanadischer Richter
- Henry Black (Politiker, 1875) (1875–1960), kanadischer Politiker, Bürgermeister von Regina
- Hurricane Tyra Black (* 2001), US-amerikanische Tennisspielerin

### I
- Ian Black (Fußballspieler, 1924) (1924–2012), schottischer Fußballspieler
- Ian Black (Schwimmer) (* 1941), schottischer Schwimmer
- Ian Black (Journalist) (1953–2023), britischer Journalist und Autor
- Ian Black (Snookerspieler) (1954–2006), schottischer Snookerspieler
- Ian Black (Fußballspieler, 1985) (* 1985), schottischer Fußballspieler
- Isobel Black (* 1943), schottische Schauspielerin

### J
- Jack Black (Rattenfänger) (zwischen 1800 und 1810–nach 1835), britischer Kammerjäger
- Jack Black (Autor) (1871–1932), kanadisch-amerikanischer Autor, Landstreicher und Krimineller
- Jack Black (Thomas Jacob Black; * 1969), US-amerikanischer Schauspieler und Sänger
- Jake Black (1960–2019), britischer Musiker
- James Black (Mediziner) (1787–1867), schottischer Mediziner, Geologe und Paläontologe
- James Black (Politiker) (1793–1872), US-amerikanischer Politiker (Pennsylvania)
- James Black (Klimatologe) (1919–1988), Klimaforscher
- James Black (Schlagzeuger) (1940–1988), US-amerikanischer R&B- und Jazzmusiker
- James Black (Schauspieler) (* 1962), US-amerikanischer Schauspieler
- James Black (Eishockeyspieler) (* 1969), kanadischer Eishockeyspieler
- James Black (Tennisspieler), australischer Tennisspieler
- James Black (* 1977), US-amerikanischer Wrestler, siehe James Storm
- James A. Black (1793–1848), US-amerikanischer Politiker
- James C. C. Black (1842–1928), US-amerikanischer Politiker
- James D. Black (1849–1938), US-amerikanischer Politiker
- James Milton Black (1856–1938), US-amerikanischer Kirchenmusiker
- James Monroe Black (* 1959), US-amerikanischer Schauspieler
- James Moses Black (* 1962), US-amerikanischer Schauspieler
- James Patrick Black (1952–2010), US-amerikanischer Manager
- James Wallace Black (1825–1896), US-amerikanischer Fotograf
- James Whyte Black (1924–2010), britischer Pharmakologe
- Jeanne Black (1937–2014), US-amerikanische Sängerin
- Jeremiah S. Black (1810–1883), US-amerikanischer Jurist und Politiker
- Jeremy Black (Admiral) (1932–2015), britischer Admiral
- Jeremy Black (Historiker) (* 1955), britischer Historiker
- Jet Black (Musiker) (1938–2022), britischer Musiker
- Jill Black, Lady Black of Derwent (* 1954), britische Juristin und Richterin
- Jim Black (* 1967), US-amerikanischer Schlagzeuger
- Jimmy Carl Black (1938–2008), US-amerikanischer Schlagzeuger und Sänger
- Johanna Black (* 1971), kanadische Schauspielerin
- John Black (Politiker) (1800–1854), US-amerikanischer Politiker
- John Black (Sportschütze) (1882–1924), kanadischer Sportschütze
- John C. Black (1839–1915), US-amerikanischer Politiker
- John McConnell Black (1855–1951), australischer Botaniker
- Johnni Black (* 1968), US-amerikanische Pornodarstellerin
- John Reddie Black (1827–1880), schottischer Zeitungsherausgeber
- Joseph Black (1728–1799), schottischer Physiker und Chemiker

### K
- Kaitlyn Black (* 1983), US-amerikanische Schauspielerin
- Karen Black (1939–2013), US-amerikanische Schauspielerin
- Karla Black (* 1972), schottische Künstlerin
- Ken Black (1932–2016), kanadischer Politiker
- Kim Black (* 1978), US-amerikanische Schwimmerin
- Kodak Black (* 1997), US-amerikanischer Rapper

### L
- Larry Black (1951–2006), US-amerikanischer Leichtathlet
- Laura Black (1929–2000), schottische Schriftstellerin
- Lemuel Black, britischer Stuntman, Stunt Coordinator und Schauspieler
- Leon Black (* 1951), US-amerikanischer Unternehmer und Kunstsammler
- Les Black (1900–1974), kanadischer Boxer
- Lewis Black (* 1948), US-amerikanischer Komiker, Schauspieler und Autor
- Linda C. Black († 2009), US-amerikanische Astrologin und Kolumnistin
- Lisa Black (* 1967), britische Sportgymnastin
- Lloyd Llewellyn Black (1889–1950), US-amerikanischer Jurist
- Loring M. Black junior (1886–1956), US-amerikanischer Politiker
- Lucas Black (* 1982), US-amerikanischer Schauspieler
- Luke Black (* 1992), serbischer Sänger und Songwriter

### M
- Maggie Black (1930–2015), US-amerikanische Tanzlehrerin
- Marilyn Black (* 1944), australische Leichtathletin
- Mary Black (* 1955), irische Sängerin
- Matthew Black (1908–1994), deutsch-britischer Theologe
- Matthias Black († 1696), deutscher Maler
- Maurice Black (Politiker, 1835) (1835–1899), australischer Politiker
- Maurice Black (Politiker, 1915) (1915–2000), US-amerikanischer Politiker
- Maurice Black (Schauspieler) (1891–1938), US-amerikanischer Schauspieler
- Max Black (1909–1988), US-amerikanischer Philosoph
- Mechthild Black-Veldtrup (* 1960), deutsche Historikerin und Archivarin
- Meghan Black (* 1978), kanadische Schauspielerin
- Mhairi Black (* 1994), britische Politikerin
- Michael Black (Fußballspieler) (* 1976), englischer Fußballspieler
- Michael Ian Black (* 1971), US-amerikanischer Schauspieler
- Michael J. Black, US-amerikanischer Informatiker
- Monica Black (* 1968), US-amerikanische Historikerin

### N
- Niamh Fisher-Black (* 2000), neuseeländische Radrennfahrerin
- Noel Black (1937–2014), US-amerikanischer Filmregisseur
- Norman Black (1894–1973), britischer Autorennfahrer
- Norman William Black (1931–1997), US-amerikanischer Jurist

### P
- Page Morton Black (1915–2013), US-amerikanische Sängerin
- Paul Black (Schriftsteller) (* 1957), US-amerikanischer SF-Schriftsteller
- Paul Black (Regisseur) (* 1967), britischer Filmregisseur
- Pauline Black (* 1953), britische Sängerin
- Peter Black (Peter R. Black; * 1950), US-amerikanischer Historiker
- Peter E. Black (1934–2017), US-amerikanischer Hydrologe, Hochschullehrer und Verbandsfunktionär
- Philippa Black (* 1941), neuseeländische Geologin und Hochschullehrerin
- Pippa Black (* 1982), australische Schauspielerin

### R
- Ralph Black (1904–1963), deutscher Schriftsteller, siehe Rudolf Schwarz (Autor, 1904)
- Rebecca Black (* 1997), US-amerikanische Sängerin
- Richard Black (Maler) (1921–2014), US-amerikanischer Maler und Grafiker
- Richard Blackburn Black (1902–1992), US-amerikanischer Polarforscher
- Richard H. Black (* 1944), US-amerikanischer Politiker
- Robert Black (Serienmörder) (1947–2016), britischer Serienmörder
- Robert Black (Musiker) (1956–2023), US-amerikanischer Bassist und Musikpädagoge
- Robert Brown Black (1906–1999), britischer Kolonialverwalter
- Robert Charles Black, Jr. (* 1951), amerikanischer Anarchist und Autor, siehe Bob Black
- Roger Black (* 1966), britischer Leichtathlet
- Roy Black (Gerhard Höllerich; 1943–1991), deutscher Schlagersänger und Schauspieler

### S
- Samuel Watson Black (1816–1862), US-amerikanischer Politiker
- Sandra Black (Medizinerin) (Sandra Elizabeth Black), kanadische Neurologin
- Sandra Black (Wirtschaftswissenschaftlerin) (Sandra Eilene Black; * 1969), US-amerikanische Wirtschaftswissenschaftlerin
- Sean Black (* 1970), jamaikanischer Boxer
- Seneca Black (* 1978), US-amerikanischer Jazzmusiker
- Shane Black (* 1961), US-amerikanischer Filmregisseur und Drehbuchautor
- Sharon Black (* 1971), australische Fußballspielerin
- Sofia Black-D’Elia (* 1991), US-amerikanische Schauspielerin
- Sonny Black (1930–1981), US-amerikanischer Gangster italienischer Herkunft, siehe Dominick Napolitano
- Sonny Black (* um 1948), britischer Bluesgitarrist, siehe Bill Boazman
- Sonny Black (* 1978), deutscher Rapper, siehe Bushido (Rapper)
- Stanley Black (1913–2002), britischer Komponist, Filmkomponist und Orchesterleiter
- Stuart Black (1908–1989), neuseeländischer Leichtathlet
- Sue Black (* 1961), schottische forensische Anthropologin, Kriminologin und Fernsehmoderatorin
- Sue Black (Informatikerin) (* 1962), britische Informatikerin und Sozialunternehmerin
- Susan Easton Black (* 1944), US-amerikanische Mormonin und Hochschullehrerin
- Susan H. Black (* 1943), US-amerikanische Juristin

### T
- Taylor Black (Pokerspieler) (* 1986), US-amerikanischer Pokerspieler
- Taylor Black (Schauspielerin) (* 1991), US-amerikanische Schauspielerin, Filmproduzentin und Model
- Taylor Black (Rugbyspielerin) (* 2000), kanadische Rugbyspielerin
- Terry Black (Footballspieler) (* 1947), kanadischer Canadian-Football-Spieler
- Terry Black (Moderator) (1947–2019), ungarischer Moderator
- Terry Black (Sänger) (1949–2009), kanadischer Sänger
- Terry Black (Basketballspieler) (* 1978), US-amerikanischer Basketballspieler
- Thomas Black (1880–??), irischer Fußballspieler, siehe Tom Black (Fußballspieler, 1880)
- Thomas Black (1908–1993), schottischer Fußballspieler, siehe Tom Black (Fußballspieler, 1908)
- Thomas Black (Baseballspieler) (* 1929), US-amerikanischer Baseballspieler
- Thomas Black (Footballspieler) (* 1944), US-amerikanischer American-Football-Spieler
- Thomas Black (* 1962), schottischer Fußballspieler, siehe Tom Black (Fußballspieler, 1962)
- Thomas Black (* 1969), US-amerikanischer Schauspieler, Komiker und Sänger, siehe Jack Black
- Thomas Robert Black (* 1979), englischer Fußballspieler, siehe Tommy Black
- Timothy James Black (* 1981), US-amerikanischer Basketballspieler
- Todd Black (* 1960), US-amerikanischer Filmproduzent
- Tom Black (Fußballspieler, 1880) (Thomas Black; 1880–??), irischer Fußballspieler
- Tom Black (Fußballspieler, 1908) (Thomas Black; 1908–1993), schottischer Fußballspieler
- Tom Black (Fußballspieler, 1962) (* 1962), schottischer Fußballspieler
- Tommy Black (Thomas Robert Black; * 1979), englischer Fußballspieler
- Tori Black (* 1988), US-amerikanisches Fotomodell und Pornodarstellerin
- Tornado Alicia Black (* 1998), US-amerikanische Tennisspielerin

### V
- Vic Black (Baseballspieler) (* 1988), US-amerikanischer Baseballspieler

### W
- Wayne Black (* 1973), simbabwischer Tennisspieler
- Whirimako Black (* 1961), neuseeländische Schauspielerin und Sängerin
- William Black (Mediziner) (1749–1829), englischer Arzt, Pharmakologe und Medizinhistoriker
- William Black (Pfarrer) (1760–1834), britisch-amerikanischer Pfarrer
- William Black (1841–1898), schottischer Schriftsteller
- William Black, Baron Black (1893–1984), britischer Ingenieur und Unternehmer
- William Grant Black (1920–2013), US-amerikanischer Geistlicher, Bischof von Southern Ohio
- William Murray Black (1855–1933), US-amerikanischer General und Ingenieur

### Z
- Zaqueri Black (* 1992), US-amerikanischer E-Sportler

## Pseudonym
- Black (Musiker), Pseudonym von Colin Vearncombe (1962–2016), englischer Musiker
- Black Eagle (Lacrossespieler), kanadischer Lacrossespieler
- Black Elk (1863–1950), Medizinmann der Oglala-Lakota-Indianer
- Black Kettle (um 1803–1868), Häuptling der Südlichen Cheyenne
- Black M (* 1984), französischer Rapper
- Black Milk (* 1983), US-amerikanischer Hip-Hop-Produzent und Rapper
- Black So Man (1966–2002), burkinischer Reggae-Musiker
- Black Thought (* 1972), US-amerikanischer Rapper
- Malakai Black (* 1985), niederländischer Wrestler

## Fiktive Personen
- Jacob Black, Figur aus den Twilight-Romanen, siehe Bis(s) zum Morgengrauen
- Sirius Black, Figur aus den Harry-Potter-Romanen, siehe Figuren der Harry-Potter-Romane #Sirius Black